# Flussfähre Mannheim 59
Die Flussfähre Mannheim 59, auch bekannt als Pionierfähre, war ein mittleres Landungsboot der deutschen Flusspioniere. Nach ihrer Dienstzeit bei der Bundeswehr sind einige Einheiten zum Feuerlöschboot, Wasserbaufahrzeug oder zur Frachtfähre umgebaut worden.

## Geschichte
Bereits Anfang der 1950er Jahre baute die Schiffs- und Maschinenbau AG Mannheim Landungsboote für die Rhine River Patrol und die französische Force Maritime du Rhin. Die als Mannheim 51 und Mannheim 53 bezeichneten Boote wurden im Rahmen der Wiederbewaffnung von den ab 1957 aufgestellten Flusspionierkompanien übernommen. Für den zusätzlichen Bedarf wurde der Typ Mannheim 59 in Auftrag gegeben, der sich im Wesentlichen durch eine hydraulische Bugrampe von den Vorgängertypen unterschied. Die Baukosten betrugen pro Boot 310.000 DM.
Die Flussfähren waren bei den Flusspionierkompanien eingesetzt. Die Zuteilung, Inbetriebnahme, Außerbetriebnahme und alphanumerische Bezeichnung (z. B. L 602, F 3233 oder F-80132) erfolgte jeweils nach Bedarf.
Fünf Boote wurden 1961 an die Bundesmarine ausgeliehen und als LCM 231, LCM 233, LCM 235, LCM 236 und LCM 237 der Amphibischen Gruppe unterstellt. Die Rückgabe der nicht seefähigen Einheiten erfolgte Mitte der 1960er Jahre.

## Ausstattung als Flussfähre
Der Schiffsrumpf war aus Stahl und durch Schotten in mehrere wasserdichte Abschnitte unterteilt. Für Anlandungen war der Bugbereich verstärkt ausgeführt. Der Decksaufbau und die Einrichtungen für die Besatzung waren achtern angeordnet.
Angetrieben wurden die Flussfähren von zwei Dieselmotoren der Motorenwerke Mannheim, die auf zwei dreiflügelige Festpropeller wirkten. Bei einer Antriebsleistung von 318 kW wurde eine Geschwindigkeit von 17 km/h erreicht.
Das 18,45 m lange und 4,95 m breite Ladedeck war über eine 4,5 m lange Bugrampe zu erreichen, die mit hydraulischen Seilzügen betrieben wurde. Die Regelbeladung betrug 70 Tonnen.

## Verbleib
Nach Auflösung der Flusspionierkompanien wurden die Landungsboote über die Vebeg verkauft oder an andere Behörden übergeben. Die nachfolgende Liste zeigt einige Beispiele auf:
| Name                          | Verwendung | Bild |
| ----------------------------- | --- | ---- |
| Branddirektor F. A. Schneider | Löschboot der Feuerwehren Mainz und Wiesbaden                                                                                     |      |
| Der Reservist                 | Zunächst Technisches Denkmal in Datteln. 2015 von einer Taucherfirma in Duisburg erworben und soll als Sabine in Fahrt kommen.    |      |
| Harle Riff                    | Frachtfähre der Reederei Warrings                                                                                                 |      |
| MTS Terramare                 | Arbeitsschiff im Vereinigten Königreich                                                                                           |      |
| Onkel Otto                    | Frachtfähre der Schiffahrt der Inselgemeinde Langeoog                                                                             |      |
| RPL 5                         | Löschboot in Bingen am Rhein |      |
| RPL 7                         | Löschboot in Remagen MS HMS-3 |      |
| RPL 8                         | Löschboot in Germersheim; 2021 bei Vebeg zum Kauf angeboten                                                                       |      |
| Leni TF2                      | Bis 2021 als Löschboot RPL 9 in Sankt Goarshausen stationiert; über die Vebeg nach Hamburg verkauft und dort als LeniTF2 in Fahrt |      |
| Wasserbau I                   | Wasserbaufahrzeug in Cuxhaven |      |

Von den Vorgängermodellen Mannheim 51 und Mannheim 55 sind folgende Einheiten bekannt:
| Name    | Verwendung                                            | Bild |
| ------- | ----------------------------------------------------- | ---- |
| Butt    | Wasserbaufahrzeug der Firma Bohlen & Doyen            |      |
| Pionier | Frachtfähre der Schiffahrt der Inselgemeinde Langeoog |      |